# Anna Zießler
Anna Zießler (Anni), geb. Senn (* 21. März 1909 in Winterthur; † 28. März 2006 in Bremen) war eine deutsche Politikerin. Sie war Mitglied der Bremischen Bürgerschaft (SPD).

## Biografie
Zießler war Mitglied in der SPD und in verschiedenen Funktionen aktiv. Sie war für die SPD von Oktober 1959 bis Oktober 1971 in der 5., 6. und 7. Wahlperiode zwölf Jahre lang Mitglied der Bremischen Bürgerschaft und in der Bürgerschaft in verschiedenen Deputationen tätig. Sie war unter anderem Mitglied der Deputation für Ernährung und Landwirtschaft, der Deputation für das Gesundheitswesen als auch der Deputation für Wiedergutmachung. Zießler war des weiteren Vorstandsmitglied der Verbraucherzentrale des Landes Bremen e.V.

## Privates
Zießler war verheiratet mit dem Zimmermann Wilhelm Zießler. Sie hatten drei Kinder: Heidi, Wilhelm und Monika.